# Helmer Olesen
Helmer Andreas Olesen (født 4. januar 1934, død 11. juni 1997) var en dansk kapelmester.
Allerede som barn spillede Helmer Olesen violin, men gik siden over til at spille trompet. Han spillede sammen med Kai Ewans og Ivan Leth og stod for mange arrangementer til Dansktoppens kunstnere, blandt andet Birthe Kjær. Til hende lavede arrangerede han hittet "Tennesse Waltz". Også Johnny Reimar samarbejdede han med. Dertil kommer en lang række andre danske navne indenfor popmusik.
I Tivoli stod han gennem en halv snes år for musikken i Promenadepavillonen, hvor klientellet særligt var det modne publikum.
En overgang dannede han par med Birthe Kjær og er i dennes selvbiografi nævnt som en af hendes livs store kærligheder.
Privat boede han i Solrød, og har skrevet melodien til byens egen vals, "Solrødvalsen", som Anders Nordentoft har skrevet teksten til. Fra 1988 til 1989 dirigerede han desuden et harmoniorkester i byen.